# هیولاهای کوچک
هیولاهای کوچک (انگلیسی: Little Monsters) یک فیلم زامبی کمدی ۲۰۱۹ ساخت ایالات متحده آمریکا است. از بازیگران این فیلم می‌توان به لوپیتا نیونگو و جاش گد اشاره کرد. هیولاهای کوچک در ۲۷ ژانویه ۲۰۱۹ در جشنواره فیلم ساندنس اکران شد و سپس در ۸ اکتبر ۲۰۱۹ اکران محدود آن در برخی سینماهای آمریکا صورت پذیرفت. پخش اصلی این فیلم در ۱۱ اکتبر ۲۰۱۹ توسط هولو و به صورت دیجیتالی انجام شد. 

## داستان
بعد از پخش ناگهانی زامبی‌ها، یک موسیقیدان و یک مربی مهد کودک تلاش می‌کنند کودکان را از دست آن‌ها نجات دهند. 